# ال‌اچ۵۴–۴۲۵

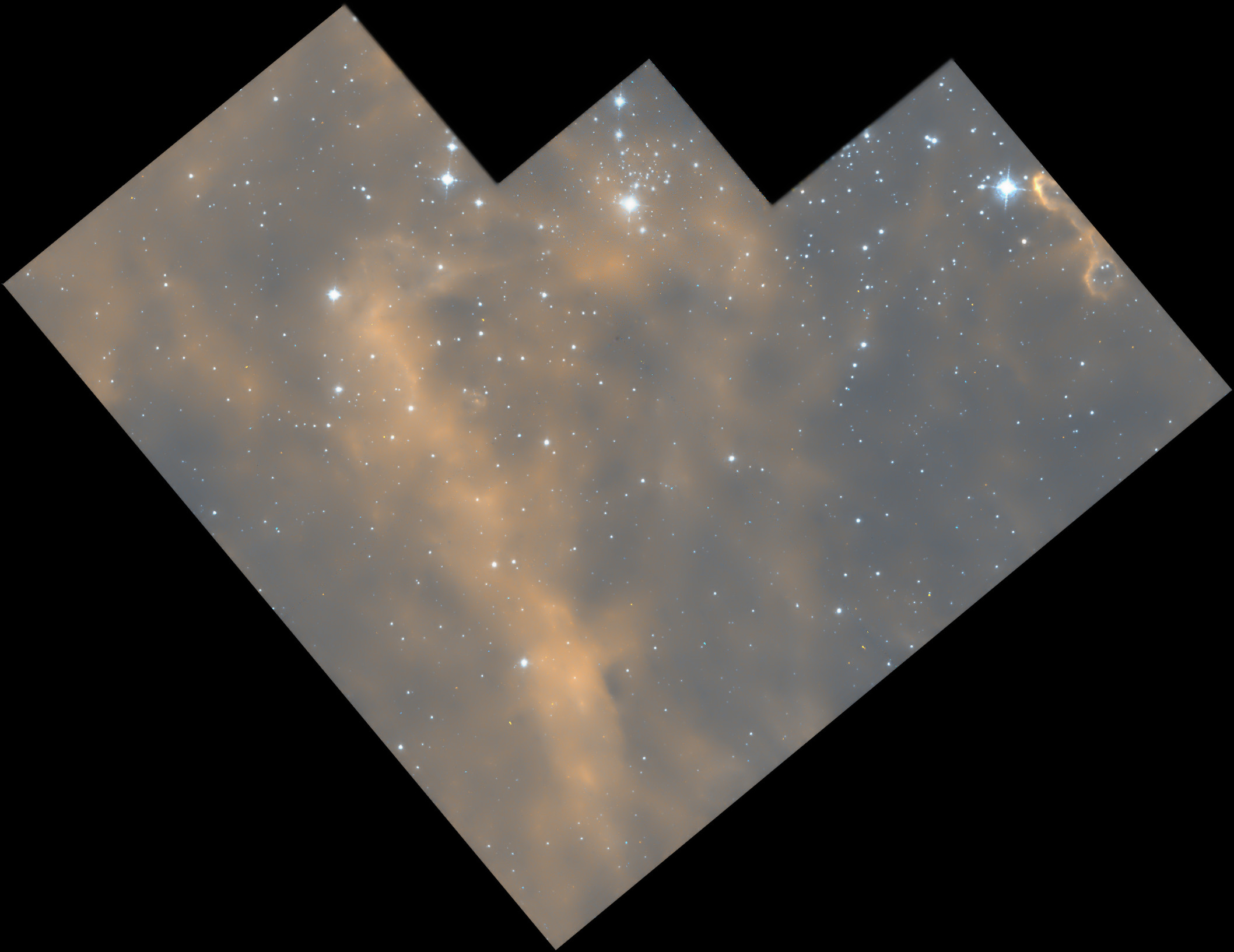
ستاره درخشان دوتایی ال‌اچ‌۵۴-۴۲۵ در سمت چپ تصویر قابل مشاهده است.

ال‌اچ۵۴-۴۲۵ (به انگلیسی: LH54-425) یک ستاره دوتایی در ابر ماژلانی بزرگ است. این ستاره دوتایی از دو ستاره با نام‌های ال‌اچ۵۴-۴۲۵ ای و ال‌اچ۵۴-۴۲۵ بی تشکیل شده است.